# Tongaische Fußballnationalmannschaft (U-20-Männer)
Die tongaische U-20-Fußballnationalmannschaft ist eine Auswahlmannschaft tongaischer Fußballspieler, welche der Tonga Football Association unterliegt. 

## Geschichte
Die Mannschaft nahm erstmals an 1998 an der U20-Ozeanienmeisterschaft teil, nach drei weiteren Teilnahmen, bei denen erstmals ein Sieg in der Ausgabe 2001 gelang, nahm erst wieder bei der Austragung im Jahr 2016 an dem Turnier teil. Seitdem waren sie ununterbrochen wieder bei jedem darauffolgenden Turnier vertreten.
Für die U20-Weltmeisterschaft konnte sich die Mannschaft bislang noch nicht qualifizieren.

## Turnierbilanzen bei U-20-Weltmeisterschaften
| U-20-Weltmeisterschaft | U-20-Weltmeisterschaft | U-20-Weltmeisterschaft | U-20-Weltmeisterschaft | U-20-Weltmeisterschaft | U-20-Weltmeisterschaft | U-20-Weltmeisterschaft | U-20-Weltmeisterschaft | U-20-Weltmeisterschaft | U-20-Weltmeisterschaft |
| Jahr                   | Teilnahme bis          | Gespielt               | Gewonnen               | Unentschieden          | Verloren               | Tore                   | Gegentore              | Tordifferenz           | Punkte                 |
| ---------------------- | ---------------------- | ---------------------- | ---------------------- | ---------------------- | ---------------------- | ---------------------- | ---------------------- | ---------------------- | ---------------------- |
| 1977–2023              | nicht qualifiziert     | −                      | −                      | −                      | −                      | −                      | −                      | −                      | −                      |
| Total                  | 0/23                   | 0                      | 0                      | 0                      | 0                      | 0                      | 0                      | 0                      | 0                      |

## Turnierbilanzen bei U-20-Ozeanienmeisterschaften
| U-20-Ozeanienmeisterschaft | U-20-Ozeanienmeisterschaft | U-20-Ozeanienmeisterschaft | U-20-Ozeanienmeisterschaft | U-20-Ozeanienmeisterschaft | U-20-Ozeanienmeisterschaft | U-20-Ozeanienmeisterschaft | U-20-Ozeanienmeisterschaft | U-20-Ozeanienmeisterschaft | U-20-Ozeanienmeisterschaft |
| Jahr                       | Teilnahme bis              | Gespielt                   | Gewonnen                   | Unentschieden              | Verloren                   | Tore                       | Gegentore                  | Tordifferenz               | Punkte                     |
| -------------------------- | -------------------------- | -------------------------- | -------------------------- | -------------------------- | -------------------------- | -------------------------- | -------------------------- | -------------------------- | -------------------------- |
| 1974                       |                            |                            |                            |                            |                            |                            |                            |                            |                            |
| 1978                       |                            |                            |                            |                            |                            |                            |                            |                            |                            |
| 1980                       |                            |                            |                            |                            |                            |                            |                            |                            |                            |
| 1982                       |                            |                            |                            |                            |                            |                            |                            |                            |                            |
| 1985                       |                            |                            |                            |                            |                            |                            |                            |                            |                            |
| 1987                       |                            |                            |                            |                            |                            |                            |                            |                            |                            |
| 1988                       |                            |                            |                            |                            |                            |                            |                            |                            |                            |
| 1990                       |                            |                            |                            |                            |                            |                            |                            |                            |                            |
| 1992                       |                            |                            |                            |                            |                            |                            |                            |                            |                            |
| 1994                       |                            |                            |                            |                            |                            |                            |                            |                            |                            |
| 1997                       |                            |                            |                            |                            |                            |                            |                            |                            |                            |
| 1998                       | Gruppenphase               | 3                          | 0                          | 0                          | 3                          | 1                          | 16                         | -15                        | 0                          |
| & 2001                     | Gruppenphase               | 5                          | 1                          | 1                          | 3                          | 3                          | 21                         | -18                        | 4                          |
| & 2002                     | Gruppenphase               | 4                          | 0                          | 0                          | 4                          | 4                          | 28                         | −24                        | 0                          |
| 2005                       | Gruppenphase               | 3                          | 0                          | 0                          | 3                          | 1                          | 28                         | −27                        | 0                          |
| 2007                       |                            |                            |                            |                            |                            |                            |                            |                            |                            |
| 2008                       |                            |                            |                            |                            |                            |                            |                            |                            |                            |
| 2011                       |                            |                            |                            |                            |                            |                            |                            |                            |                            |
| 2013                       |                            |                            |                            |                            |                            |                            |                            |                            |                            |
| 2014                       |                            |                            |                            |                            |                            |                            |                            |                            |                            |
| & 2016                     | Vorrunde                   | 3                          | 0                          | 3                          | 0                          | 5                          | 5                          | 0                          | 3                          |
| & 2018                     | Gruppenphase               | 6                          | 2                          | 1                          | 3                          | 6                          | 21                         | -15                        | 7                          |
| 2022                       | Gruppenphase               | 3                          | 0                          | 0                          | 3                          | 0                          | 14                         | -14                        | 0                          |
| Total                      | 7                          | 27                         | 3                          | 5                          | 19                         | 20                         | 133                        | 113                        | 14                         |